# Jozef Néder
Jozef Néder (16. března 1910 Nové Zámky – 24. května 2004 Brno), uváděný také jako József Néder nebo Néder II, byl slovenský fotbalový obránce, československý reprezentant (B-mužstvo) a zvěrolékař. Je pohřben na Ústředním hřbitově v Brně.

## Fotbalová kariéra
Začínal v Nových Zámcích, dále hrál za SK Židenice (1932–1939) a poté se do Nových Zámků vrátil. V československé lize nastoupil v dresu Židenic ke 112 utkáním a dal 10 gólů. Ve Středoevropském poháru nastoupil k 8 utkáním. Za reprezentační B-tým nastoupil ve 2 utkáních.

### Prvoligová bilance
| Ročník             | Zápasy | Góly | Klub        |
| ------------------ | ------ | ---- | ----------- |
| I. liga 1933/34    | 16     | 1    | SK Židenice |
| I. liga 1934/35    | 14     | 1    | SK Židenice |
| I. liga 1935/36    | 25     | 5    | SK Židenice |
| I. liga 1936/37    | 19     | 1    | SK Židenice |
| I. liga 1937/38    | 22     | 2    | SK Židenice |
| I. liga 1938/39    | 16     | 0    | SK Židenice |
| CELKEM I. ČS. LIGA | 112    | 10   |             |